# Heers (Belgia)
Heers (lim. Hiër) – gmina (gemeente) w Belgii, w Regionie Flamandzkim, w prowincji Limburgia, w okręgu Tongeren. 1 stycznia 2024 roku liczyła 7593 mieszkańców. 

## Historia
Najstarsza wzmianka pochodzi z 1186 roku. W 1930 roku, na terenie gminy podczas rozbiórki starego muru cmentarnego, odkryto kamień w kształcie sześcianu o czterech bokach ozdobionego wizerunkami rzymskich bóstw: Junony i Dioskurów.

## Demografia
- Źródła:NIS, :od 1806 do 1981= według spisu; od 1990 liczba ludności w dniu 1 stycznia

1 stycznia 2024 całkowita populacja Heers liczyła 7593 osoby. Łączna powierzchnia gminy wynosi 53,06 km², co daje gęstość zaludnienia 143 mieszkańców na km².

## Podział administracyjny
W skład gminy wchodzi jedenaście dzielnic (deelgemeente):
- Batsheers
- Gutschoven
- Heks (Hex)
- Horpmaal
- Klein-Gelmen (Petite-Jamine)
- Mechelen-Bovelingen (Marlinne)
- Mettekoven
- Opheers
- Rukkelingen-Loon (Roclenge-Looz)
- Vechmaal (Fimal)
- Veulen (Fologne)